# Santiago Colombatto
Santiago Colombatto (* 17. ledna 1997) je argentinský profesionální fotbalista, který hraje na pozici záložníka za španělský klub Real Oviedo.

## Klubová kariéra
Colombatto se přestěhoval do Buenos Aires ze své rodné Córdoby ve věku 10 let. V argentinském hlavním městě hrál za River Plate a Racing Club, než se v prosinci 2015 přesunul do italského klubu Cagliari, kde podepsal smlouvu na tři a půl roku. V Serii B debutoval 13. února 2016 proti Latina Calcio. Nastoupil v základní jedenáctce a po 49 minutách ho vystřídal Davide Di Gennaro.
V červenci 2016 odešel na hostování do Pisy, ale 31. srpna 2016 se před začátkem sezóny přesunul na hostování do Trapani. Dne 7. srpna 2017 se Colombatto dočasně připojil k Perugii. Dne 16. srpna 2018 se Colombatto připojil k Hellasu Verona na hostování s opcí na nákup.
Dne 31. srpna 2019 se Colombatto připojil k belgickému klubu Sint-Truiden. Dne 8. ledna 2021 se Colombatto připojil k mexickému týmu Club León.
Dne 2. srpna 2022 byl Colombatto zapůjčen do portugalského klubu FC Famalicão. Dne 25. srpna 2023 se Colombatto přesunul do Realu Oviedo v Segunda División, rovněž na roční hostování.

## Úspěchy
León
- Leagues Cup: 2021